# Zany Gonzaga
Zany Gonzaga... (Porto União, 24 de julho de 1916 – Florianópolis, 23 de setembro de 2007) foi um advogado e político brasileiro.
Filho de Cid Gonzaga e de Honória Maria da Silva Gonzaga. Casou com Clotilde Gonzaga.
Bacharel em direito pela Faculdade de Direito da Universidade Federal do Paraná (1940).
Foi deputado à Assembleia Legislativa de Santa Catarina na 6ª legislatura (1967 — 1971), na 7ª legislatura (1971 — 1975), e na 8ª legislatura (1975 — 1979).
Foi presidente da Assembleia em 1973 e 1974.
Foi membro do colégio eleitoral que elegeu Ernesto Geisel presidente do Brasil.
Foi deputado à Câmara dos Deputados (1979 — 1982), como suplente convocado.